# Lathrothele cavernicola
Espèce
Lathrothele cavernicola est une espèce d'araignées mygalomorphes de la famille des Ischnothelidae.

## Distribution
Cette espèce est endémique du Kongo central au Congo-Kinshasa,. Elle se rencontre vers Mbanza-Ngungu.

## Description
Les mâles mesurent de 11,0 à 12,1 mm et les femelles de 12,7 à 15 mm.
La carapace du mâle holotype mesure 4,39 mm de long sur 3,93 mm.
Cette espèce a été découverte à proximité de grottes mais ne présente aucun caractère troglobite.

## Publication originale
- Benoit, 1965 : Dipluridae de l'Afrique Centrale (Araneae-Orthognatha) 2. Genres Lathrothele nov. et Macrothele Ausserer. Revue de Zoologie et de Botanique Africaines, vol. 71, p. 113-128.